# Mohamed Kader
Mohamed Kader (Sokodé, 8 de abril de 1979) é um exfutebolista profissional togolês, que atua como atacante.

## Carreira
Kader fez parte do elenco da Seleção Togolesa de Futebol na Copa do Mundo de 2006. Kader anotou o primeiro e único gol de Togo em Copas do Mundo, em partida contra a Coreia do Sul.